# Cristian D
Emanuel Doru (Haarlem, 22 augustus 2004), beter bekend onder zijn artiestennaam, Cristian D is een Nederlands rapper. Hij is onder andere bekend van de nummers Amsterdam en 1234.

## Carrière
In november 2021 bracht Doru zijn eerste single uit onder de naam Le Bled, dit deed hij in samenwerking met rapper Brysa. Met dit nummer behaalde zij de veertiende plek in de Nederlandse Single Top 100.
Doru had met zijn tweede nummer Amsterdam zijn eerste nummer één-hit te pakken, het nummer dat hij uitbracht in samenwerking met $hirak, Brysa en Ashafar wist deze eerste plek in de Single Top 100 vier weken achter elkaar te behouden. Het nummer stond in totaal zes weken op nummer één.
In juni 2022 won Doru een FunX Music Award in de categorie Next Best.

## Discografie

### Album
| Album                                | Verschijnen | Label         | Hitlijsten | Hitlijsten | Hitlijsten | Hitlijsten | Opmerkingen |
| Album                                | Verschijnen | Label         | BE (VL)    | BE (VL)    | NL         | NL         | Opmerkingen |
| Album                                | Verschijnen | Label         | Piek       | Weken      | Piek       | Weken      | Opmerkingen |
| ------------------------------------ | ----------- | ------------- | ---------- | ---------- | ---------- | ---------- | ----------- |
| Love Doesn't Exist (met Jack $hirak) | 7 juni 2023 | Maison $hirak | —          | —          | 3          | 20         | Studioalbum |

### Singles
| Lied                                                                | Verschijnen       | Album                        | Hitlijsten | Hitlijsten | Hitlijsten  | Hitlijsten  | Hitlijsten   | Hitlijsten   | Opmerkingen                                     |
| Lied                                                                | Verschijnen       | Album                        | BE (VL)    | BE (VL)    | NL (Top 40) | NL (Top 40) | NL (Top 100) | NL (Top 100) | Opmerkingen                                     |
| Lied                                                                | Verschijnen       | Album                        | Piek       | Weken      | Piek        | Weken       | Piek         | Weken        | Opmerkingen                                     |
| ------------------------------------------------------------------- | ----------------- | ---------------------------- | ---------- | ---------- | ----------- | ----------- | ------------ | ------------ | ----------------------------------------------- |
| Le Bled (met Brysa)                                                 | 15 oktober 2021   | —                            | —          | —          | tip9        | —           | 14           | 21           | Goud in België                                  |
| Amsterdam (met $hirak, Brysa en Ashafar)                            | 14 januari 2022   | —                            | 29         | 15         | 18          | 8           | 1 (6 wkn)    | 28           | Platina in Nederland en dubbelplatina in België |
| 1234 (met Bilal Wahib & La$$a)                                      | 11 maart 2022     | —                            | —          | —          | tip6        | —           | 8            | 12           | Goud in Nederland                               |
| Bukitlist (met Bizzey)                                              | 22 april 2022     | —                            | —          | —          | —           | —           | 93           | 1            |                                                 |
| Als je bij me blijft (met $hirak, Bilal Wahib, Ronnie Flex en Boef) | 12 mei 2022       | —                            | 42         | 1          | tip6        | —           | 2            | 18           | Platina in Nederland                            |
| Flexxen (met Boef, Numidia en Diquenza)                             | 28 juli 2022      | —                            | —          | —          | tip3        | —           | 11           | 13           | Goud in Nederland                               |
| Probleem (met Boef)                                                 | 5 januari 2023    | Luxeprobleem (van Boef)      | 34         | 4          | tip2        | —           | 1 (2 wkn)    | 20           | Goud in Nederland                               |
| Baddie (met $hirak, Ronnie Flex, KM en Emms)                        | 3 februari 2023   | —                            | —          | —          | tip8        | —           | 14           | 11           | Goud in Nederland                               |
| Bankoe bitches (met Lusho, Yssi SB en $hirak)                       | 12 mei 2023       | —                            | —          | —          | —           | —           | 65           | 3            |                                                 |
| Pornstar martini (met $hirak, Lil' Kleine en Boef)                  | 26 mei 2023       | —                            | 45         | 3          | 19          | 5           | 1 (1 wk)     | 18           | Goud in Nederland en in België                  |
| Fine girl (met Djaga Djaga, $hirak, KM en Jonna Fraser)             | 22 september 2023 | Beschadigd (van Djaga Djaga) | —          | —          | —           | —           | 64           | 1            |                                                 |
| Emilie (met Boef, KA en $hirak)                                     | 8 maart 2024      | —                            | —          | —          | —           | —           | 40           | 2            |                                                 |
| Kiki (met KM en $hirak)                                             | 22 maart 2024     | Love Doesn't Exist           | —          | —          | —           | —           | 51           | 5            |                                                 |
| Mia (met Josylvio en $hirak)                                        | 12 april 2024     | Love Doesn't Exist           | —          | —          | —           | —           | 81           | 1            |                                                 |
| Tiffany (met Lusho en $hirak)                                       | 26 april 2024     | Love Doesn't Exist           | —          | —          | —           | —           | 59           | 9            |                                                 |
| Anna (met ADF Samski, Lil' Kleine en $hirak)                        | 24 mei 2024       | Love Doesn't Exist           | —          | —          | —           | —           | 29           | 5            |                                                 |
| Bij je zijn                                                         | 10 oktober 2024   | —                            | —          | —          | —           | —           | 73           | 1            |                                                 |
| Tiptop (met $hirak en Dior)                                         | 9 mei 2025        | —                            | —          | —          | —           | —           | 66           | 2            |                                                 |
| 1+1 (Outside) (met Dior)                                            | 30 mei 2025       | —                            | —          | —          | —           | —           | 9            | 7            |                                                 |